# Ernesto Rafales Lamarca
Ernesto Rafales Lamarca (n. 1912) fue un operador de radio y militar español.

## Biografía
Nació en Vigo en 1912. En su juventud trabajó como operador en una estación radiofónica comercial de Madrid. Tras el estallido de la Guerra civil se incorporaría al Ejército Popular de la República como oficial de transmisiones y, más adelante, como jefe de Estado Mayor de la 60.ª División. En 1937, durante el transcurso de la contienda, se afilió al Partido Comunista de España. Con la derrota de la República hubo de marchar al exilio, instalándose en la Unión Soviética.
En la URSS se doctoró en ciencias técnicas, llegando a ser jefe de un laboratorio en Voroshilovgrad. Se afiliaría al PCUS en 1957.